# 赤寿乡
赤寿乡，是中华人民共和国浙江省丽水市松阳县下辖的一个乡镇级行政单位。

## 行政区划
赤寿乡下辖以下地区：
界首村、狮子口村、赤四村、赤三村、章家村、择子山村、朝阳村、红连村、半古月村、墙里村、龙下村、楼塘村、大川村、叶川头村、梧桐口村、卯山后村、黄坑口村、黄山头村和田岗村。

## 中国传统村落
2013年8月，界首村获评第二批中国传统村落。